# Mestaruussarja 1947-1948
La Mestaruussarja 1947-1948 fu la trentanovesima edizione della massima serie del campionato finlandese di calcio, la diciottesima come Mestaruussarja. Il titolo di campione di Finlandia venne assegnato con un torneo a sedici squadre, composto da otto squadre appartenenti dalla SPL e otto squadre appartenenti alla Suomen Työväen Urheiluliitto (TUL), e venne assegnato al VPS. Questo campionato segnò il passaggio al formato a girone unico includendo anche le squadre del TUL.

## Campionato SPL
|  | Pos. | Squadra       | Pt | G  | V | N | P  | GF | GS | DR  |
|  | ---- | ------------- | -- | -- | - | - | -- | -- | -- | --- |
|  | 1.   | VIFK          | 20 | 14 | 8 | 4 | 2  | 38 | 22 | +16 |
|  | 2.   | HIFK          | 17 | 14 | 8 | 1 | 5  | 38 | 29 | +11 |
|  | 3.   | HPS           | 17 | 14 | 7 | 3 | 4  | 31 | 23 | +8  |
|  | 4.   | TPS           | 15 | 14 | 6 | 3 | 5  | 19 | 23 | -4  |
|  | 5.   | HJK           | 14 | 14 | 6 | 2 | 6  | 33 | 27 | +6  |
|  | 5.   | VPS           | 12 | 14 | 5 | 2 | 7  | 31 | 26 | +5  |
|  | 7.   | KuPS          | 11 | 14 | 4 | 3 | 7  | 32 | 32 | 0   |
|  | 8.   | Jäntevä Kotka | 6  | 14 | 2 | 2 | 10 | 12 | 52 | -40 |

Legenda:
      Ammesse alla fase finale per il titolo
      Retrocesse in Suomensarja
Note:
Due punti a vittoria, uno a pareggio, zero a sconfitta.

## Fase finale per il titolo

### Squadre partecipanti SPL
| Club  | Città    |
| ----- | -------- |
| HIFK  | Helsinki |
| HJK   | Helsinki |
| HPS   | Helsinki |
| KIF   | Helsinki |
| Sudet | Helsinki |
| TPS   | Turku    |
| VIFK  | Vaasa    |
| VPS   | Vaasa    |

### Squadre partecipanti TUL
| Club       | Città    |
| ---------- | -------- |
| Kullervo   | Helsinki |
| Ponnistus  | Helsinki |
| Kiri Kotka | Kotka    |
| KTP        | Kotka    |
| RTU Rauma  | Rauma    |
| TuKV       | Turku    |
| TuTo       | Turku    |
| TuVe       | Turku    |

### Classifica finale
|  | Pos. | Squadra    | Pt | G  | V  | N | P  | GF | GS | DR  |
|  | ---- | ---------- | -- | -- | -- | - | -- | -- | -- | --- |
|  | 1.   | VPS        | 24 | 15 | 11 | 2 | 2  | 41 | 12 | +29 |
|  | 2.   | TPS        | 24 | 15 | 11 | 2 | 2  | 37 | 18 | +19 |
|  | 3.   | HPS        | 21 | 15 | 9  | 3 | 3  | 21 | 13 | +8  |
|  | 4.   | HJK        | 18 | 15 | 6  | 6 | 3  | 32 | 20 | +12 |
|  | 5.   | VIFK       | 18 | 15 | 7  | 4 | 4  | 30 | 19 | +11 |
|  | 6.   | KIF        | 18 | 15 | 8  | 2 | 5  | 38 | 30 | +8  |
|  | 7.   | TuVe       | 17 | 15 | 6  | 5 | 4  | 20 | 25 | -5  |
|  | 8.   | TuTo       | 16 | 15 | 6  | 4 | 5  | 23 | 22 | +1  |
|  | 9.   | KTP        | 16 | 15 | 6  | 4 | 5  | 24 | 26 | -2  |
|  | 10.  | HIFK       | 15 | 15 | 6  | 3 | 6  | 38 | 29 | +9  |
|  | 11.  | RTU Rauma  | 13 | 15 | 4  | 5 | 6  | 32 | 38 | -6  |
|  | 12.  | Sudet      | 11 | 15 | 4  | 3 | 8  | 29 | 38 | -9  |
|  | 13.  | Kullervo   | 9  | 15 | 4  | 1 | 10 | 19 | 30 | -11 |
|  | 14.  | TuKV       | 9  | 15 | 2  | 5 | 8  | 14 | 27 | -13 |
|  | 15.  | Kiri Kotka | 6  | 15 | 2  | 2 | 11 | 14 | 41 | -27 |
|  | 16.  | Ponnistus  | 5  | 15 | 1  | 3 | 11 | 12 | 36 | -24 |

Legenda:
      Ammesse allo spareggio
      Retrocesse in Suomensarja
Note:
Due punti a vittoria, uno a pareggio, zero a sconfitta.

### Spareggio
|     | Risultati |     | Luogo e data |
| --- | --------- | --- | ------------ |
| VPS | 3-0       | TPS |              |
|     |           |     |              |